# Museum für Weinkultur
Das Museum für Weinkultur in der pfälzischen Kleinstadt Deidesheim zeigt Ausstellungsstücke, die den Einfluss von Wein und Weinbau auf die gesellschaftlichen Bereiche Religion, Kunst, Wirtschaft, Medizin und Politik dokumentieren; zudem wird der Winzeralltag in früheren Zeiten thematisiert. Das Museum für Weinkultur ist in den Räumen des historischen Rathauses in der Ortsmitte Deidesheims angesiedelt.

## Geschichte
Das Weinmuseum wurde am 25. Mai 1986 eröffnet.
Trägerverein des Museums ist der Verein „Museum für Weinkultur e. V.“. Als dessen erster Vorsitzender fungierte lange Zeit der frühere Deidesheimer Bürgermeister Stefan Gillich, der später zum Ehrenvorsitzenden ernannt wurde.
Neben Spenden von Besuchern und Mitgliedsbeiträgen des Trägervereins wird das Museum auch von Rebstockpächtern finanziert, die im sog. „Prominenten-Weinberg“ im Deidesheimer Paradiesgarten gegen ein Entgelt – den monetären Gegenwert von einer Logel Traubenmost – einen Rebstock gepachtet haben. Als Gegenleistung für die Zahlung erhält der Rebstockpächter jedes Jahr eine Flasche Wein aus diesem Weinberg. Der „Prominenten-Weinberg“ wird von der Stadt Deidesheim seit 1981 betrieben. Die Verpachtung von Rebstöcken erfolgt an prominente Persönlichkeiten aus Politik, Kultur, Medizin usw. Zu den Rebstockpächtern zählen bzw. zählten unter anderem Margaret Thatcher, John Major, Michail Gorbatschow, Boris Jelzin, Richard von Weizsäcker und Helmut Kohl.

## Ausstellungsstücke

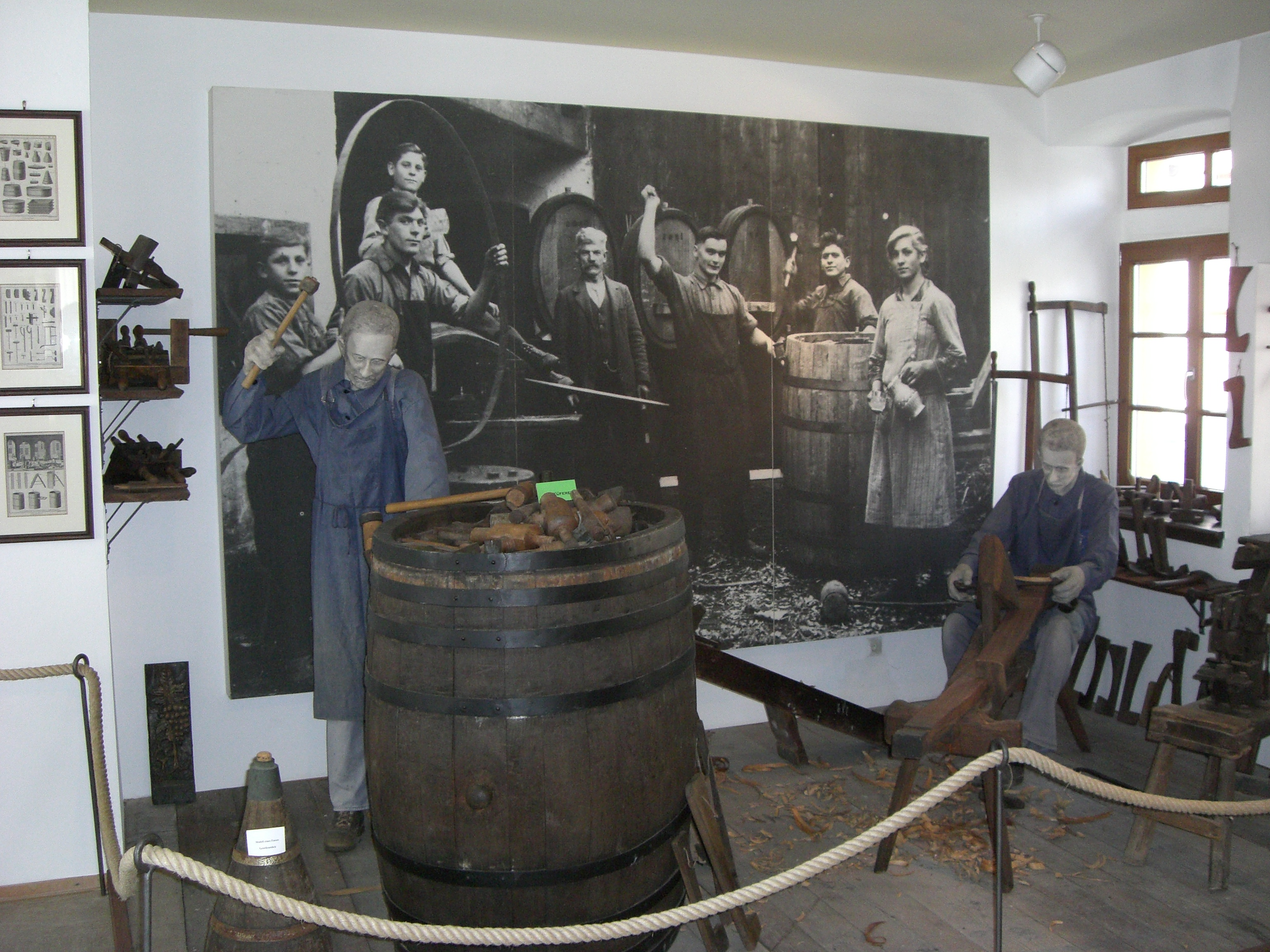
Figurenraum

Zu den Exponaten, die gezeigt werden, zählen Gefäße, in denen Wein transportiert und aus denen getrunken wurde, beispielsweise Krüge, Amphoren, Tonflaschen, Kannen, Becher, Vasen und Gläser – von der Römerzeit bis heute. Unter diesen Gefäßen sind auch viele Weinflaschen, die deren Diversität unter den Pfälzer Weinbaubetrieben dokumentieren.
Es sind Schriften über Weinbau und Weinpflege ausgelegt, darunter das bedeutende Werk „Geschichte des Weinbaus“, das 1907 von Friedrich von Bassermann-Jordan veröffentlicht wurde, und ein Nachdruck der Dissertation, mit der Theodor Heuss 1905 promoviert wurde, mit dem Titel „Weinbau und Weingärtnerstand in Heilbronn am Neckar“.
Ein Figurenraum zeigt, wie sich früher der Jahresablauf von Winzern und Weinküfern gestaltet hat, von der Arbeit im Weinberg bis zur Arbeit im Keller, und welche Gerätschaften dabei benutzt wurden.
Weitere Themenschwerpunkte sind die Ausbreitung der Kulturrebe, geografisch und zeitlich betrachtet; Wein und Medizin, beispielsweise mit einem Arztrezept aus vergangener Zeit als Exponat, das Weintrinken verschreibt; Wein und Religion, thematisiert mit religiösen Gewändern und Gegenständen, die mit Weinmotiven versehen sind. Zu den Ausstellungsstücken gehören außerdem Briefmarken und Poststempel, Münzen und Medaillen mit Weinmotiven; zudem eine Sammlung von Weinetiketten – Gebrauchsetiketten und künstlerisch gestaltete Etiketten, die deren zeitliche Entwicklung aufzeigt.

## Dauerausstellung „Biosphärenreservat Pfälzerwald-Nordvogesen“
Dem Museum angeschlossen ist in einem eigenen Raum im südlichen Gebäudetrakt eine Dauerausstellung zum Thema Biosphärenreservat Pfälzerwald-Nordvogesen. Dazu gehört unter anderem ein dreidimensionales Landschaftsmodell des Biosphärenreservats, mithilfe dessen sich animierte Darstellungen von Flussläufen, Wanderwegen, Sehenswürdigkeiten und andere Informationen abrufen lassen. Ein Terminal zum Abspielen von multimedialen Präsentationen zum Biosphärenreservat ergänzt das Landschaftsmodell. Eine Art „Außenstelle“ des Museums ist die ca. 12 ha große Kulturlandschaft „Am Kirchenberg“, etwa 1 km nordwestlich von Deidesheim, deren Patenschaft das Museum für Weinkultur übernommen hat. Sie ist Teil des Naturschutzgebietes Haardtrand – Am Bechsteinkopf.